# 温敏
温敏（發音：[wɪ́ɰ̃ mjɪ̰ɰ̃]，1951年11月8日—），又称吴温敏，缅甸政治人物、全国民主联盟成员，曾任缅甸总统、缅甸联邦议会人民院议长。

## 生平
温敏出生于缅甸伊洛瓦底省德努漂，毕业于仰光艺术与科学大学（今仰光大学），并获得了理学学士学位。其后温敏成为了一名律师，1988年因参与8888民主运动被捕入狱，出狱后参加了1990年的大选，在自己的选区获得了过半的选票，然而军方却拒绝承认这次大选的结果。2012年缅甸议会补选，他再次参选，并成功当选为人民院议员。2016年，他当选为缅甸议会人民院议长。
2018年3月21日，时任缅甸总统廷觉突然宣布辞职，第一副总统敏瑞随即行使代总统职责。同一天，温敏辞去人民院议长职务，人民院23日选举温敏为副总统并推举他至联邦议会参加总统选举，28日当选总统，30日宣誓就职。
2021年2月1日清晨，他和翁山蘇姬等政府高官在2021年緬甸政變中被軍方拘留，其後軍方扶持敏瑞出任緬甸臨時總統。12月6日上午，缅甸内比都泽布迪瑞法院依据《自然灾害管理法》判決温敏「违反防疫规定」罪名成立，处其有期徒刑4年。隨後敏昂莱决定将温敏刑期从4年减至2年。2024年，温敏從监狱转为软禁。